# Mapun
Mapun is een gemeente in de Filipijnse provincie Tawi-Tawi. Het grootste deel van de gemeente wordt gevormd door het eiland Cagayan Sulu. Bij de laatste census in 2007 had de gemeente bijna 30 duizend inwoners.

## Geografie

### Topgrafie
De gemeente Mapun ligt op zo'n 255 kilometer ten noordwesten van de provinciehoofdstad Bongao, op zo'n 392 kilometer ten westen van Zamboanga City, op 190 kilometer ten zuidoosten van Palawan en op 100 kilometer ten noordoosten van Sabah.

### Bestuurlijke indeling
Mapun is onderverdeeld in de volgende 15 barangays:
| - Boki - Duhul Batu - Erok-erok - Guppah - Kompang - Liyubud - Lubbak Parang - Lupa Pula | - Mahalo - Pawan - Sapa - Sikub - Tabulian - Tanduan - Umus Mataha |

## Demografie
Mapun had bij de census van 2007 een inwoneraantal van 29.801 mensen. Dit zijn 7.790 mensen (35,4%) meer dan bij de vorige census van 2000. De gemiddelde jaarlijkse groei komt daarmee uit op 4,27%, hetgeen hoger is dan het landelijk jaarlijks gemiddelde over deze periode (2,04%). Vergeleken met de census van 1995 is het aantal mensen met 9.085 (43,9%) toegenomen.

De bevolkingsdichtheid van Mapun was ten tijde van de laatste census, met 29.801 inwoners op 181,29 km², 114,3 mensen per km².